# Larrivoire
Larrivoire là một xã trong vùng hành chính Franche-Comté, thuộc tỉnh Jura, quận Saint-Claude, tổng Les Bouchoux. Tọa độ địa lý của xã là 46° 20' vĩ độ bắc, 05° 47' kinh độ đông. Larrivoire nằm trên độ cao trung bình là 723 mét trên mực nước biển, có điểm thấp nhất là 380 mét và điểm cao nhất là 1010 mét. Xã có diện tích 6.50 km², dân số vào thời điểm 1999 là 108 người; mật độ dân số là 17 người/km².

## Thông tin nhân khẩu
| 1962 | 1968 | 1975 | 1982 | 1990 | 1999 |
| ---- | ---- | ---- | ---- | ---- | ---- |
| 38   | 48   | 62   | 52   | 101  | 108  |

## Địa điểm tham quan
Nhà thờ Saint-Georges xuất phát từ thế kỉ thứ 13.